# 개브리엘라 라이트
개브리엘라 라이트(영어: Gabriella Wright, 1982년 6월 19일 ~ )는 잉글랜드의 배우이다. 영화 《트랜스포터: 리퓰드》, 드라마 《트루 블러드》, 《애로우: 어둠의 기사》에 출연했다.

## 출연 작품
- 킬러의 보디가드 2: 킬러의 와이프 (2021)
- 킬러의 보디가드 2 (2021)
- 스페셜 시큐리티 : 라스트 미션 (2017)
- 알코올리스트 (2016)
- 악의 도시 (2015)
- 트랜스포터: 리퓰드 (2015)
- 더 퍼펙트 허즈밴드 (2014)
- 에벌리 (2014)
- 인터섹션 (2013)
- 22 블렛 (2010)
- 언 오거니제이션 오브 드림스 (2009)
- 라스트 갱 (2007)
- 에덴 로그 (2007)
- 튜더스 1 : 왕의 여자들 (2007)
- 마리아 (2005)